# 통합진보동맹
통합진보동맹(統合進步同盟, 힌디어: संयुक्त प्रगतिशील गठबंधन, 영어: United Progressive Alliance, UPA)은 인도에서 세속주의, 진보주의를 추구하는 정당들이 주로 연합한 정당 연합으로, 2004년 인도 국민회의를 중심으로 수립되었다. 2024년 인도 총선거를 앞두고 2023년 인도 국가개발 포괄동맹(INDIA)을 형성하기 위해 해산하였다.

## 소속된 주요 정당
- 인도 국민회의 - 세속주의 자유주의 사회민주주의 중도~중도좌파
- 국민회의당 - 자유주의 중도
- 전인도 안나 드라비다 진보당 - 사회민주주의
- 인도 연합 무슬림 연맹[1] - 이슬람 민주주의 우파
- 케랄라 회의 - 세속주의
- 혁명적 사회주의자당 - 유럽공산주의, 민주사회주의 좌익
- 라스트리야 로크 달
- 마한 달
- 인도 평화당 - 평화주의, 이슬람 근본주의
- 사회주의 자나타 - 세속주의 민주사회주의 강성좌익

## 같이 보기
- 국민민주동맹